# Faun-Werke
FAUN-Werke è un'azienda tedesca di automobili, autocarri, veicoli per trasporto eccezionale, autogru. Con sede prima a Ansbach poi Norimberga. Nel 1990 e nel 1995 la società viene divisa in due rami FAUN Umwelttechnik GmbH & Co. KG e Tadano FAUN GmbH.

## Storia

### 1917-1932

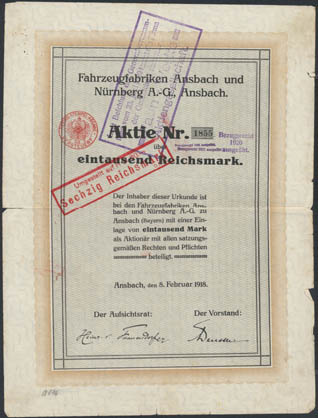
Azione di oltre 1000 Reichsmark della Fahrzeugfabriken Ansbach und Nürnberg AG del 8 febbraio 1918

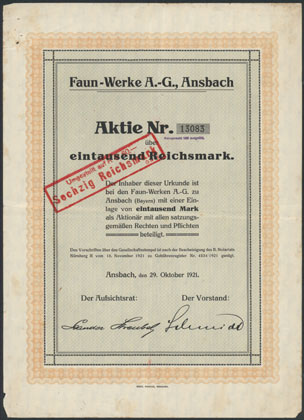
Azione di 1000 Reichsmark de FAUN-Werke AG 29 ottobre 1921

Nel 1917 avviene la fusione tra Fahrzeugfabrik Ansbach AG con la Nürnberger Feuerlöschgeräte-, Automobillastwagen- und Fahrzeugfabrik Karl Schmidt, nata dalla società del 1845 Gießerei von Justus Christian Braun, da cui deriva l'acronimo Fahrzeugfabriken Ansbach und Nürnberg AG, (FAUN-Werke AG). Tra gli azionisti la Fried. Krupp AG.

### Periodo bellico

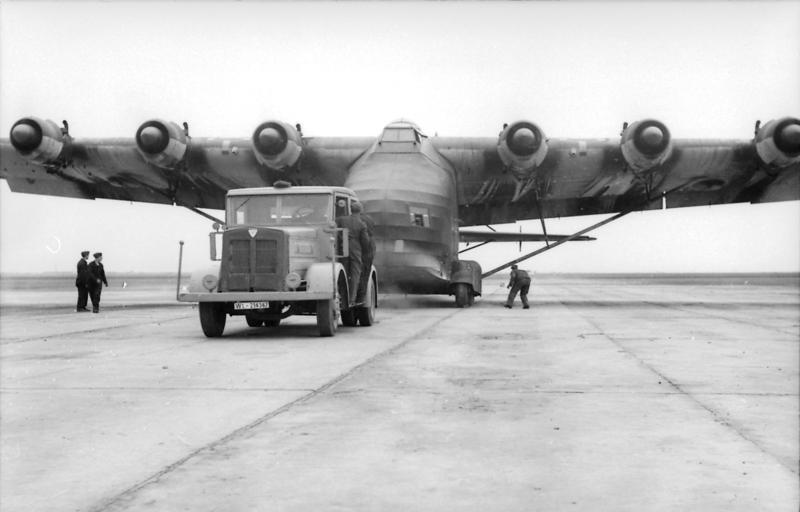
ZR567 davanti al Me 323 nel marzo 1944

Agli inizi degli anni'30 iniziò la produzione di autocarri. Con il riarmo tedesco, iniziò la produzione di veicoli militari per la Wehrmacht come, dal 1937 al 1940, circa 700 esemplari del „Einheitsdiesel“ da 2,5 tonnellate. Alla morte del fondatore Karl Schmidt nel 1938, il figlio Karl-Heinz Schmidt prese le redini del gruppo. Con l'avvio in Germania del Piano Schell vennero ridotte le produzioni di veicoli per uso civile. FAUN poté solo produrre veicoli commerciali uso pubblico e trattori stradali.
Venne prodotto il trattore Typ ZR e ZRS così come l'autogru Typ LK5 per la Wehrmacht. Come produttore di veicoli speciali, l'azienda divenne obiettivo delle forze Alleate con conseguenti bombardamenti come quello dell'agosto 1942 a Norimberga. La produzione riprese dopo mesi, in modo ridotto. Un altro bombardamento del 1943 interruppe la produzione.

### Dopoguerra
Dal 1946 sotto il controllo degli Alleati, vennero prodotti veicoli civili ad uso pubblico come spazzatrici e per la raccolta dei rifiuti. Nel 1969 l'impianto produttivo della Büssing AG a Osterholz-Scharmbeck venne acquisito dalla FAUN-Werke.
Nel 1977 viene acquisita la Frisch, officina meccanica, creando così la FAUN-Frisch-Baumaschinen GmbH che nel 1978 viene ceduta alla Mengele Agrartechnik, macchine agricole. Nel 1979 è la volta della statunitense Eaton-Yale di Batavia (New York).

### Anni '80-'90
Nel 1983 acquisisce la divisione KUKA Umwelttechnik GmbH dalla KUKA, specializzata nei veicoli per rifiuti. Seguirono la svizzera J. Ochsner AG e la francese Grange SA.
Il gruppo Hoesch AG prese la maggioranza delle azioni FAUN dalla Orenstein & Koppel (O&K) nel 1986. La divisione spazzatrici e rifiuti divenne FAUN-KUKA, che nel 1994 fu venduta al Kirchhoff Gruppe, divenendo un anno dopo FAUN Umwelttechnik GmbH & Co. KG. O&K tenne il restante ramo aziendale dal 1990 e nel 1995 venne ceduto alla giapponese Tadano Ltd. e che dal 2012 prese il nome di Tadano FAUN GmbH.

## Prodotti

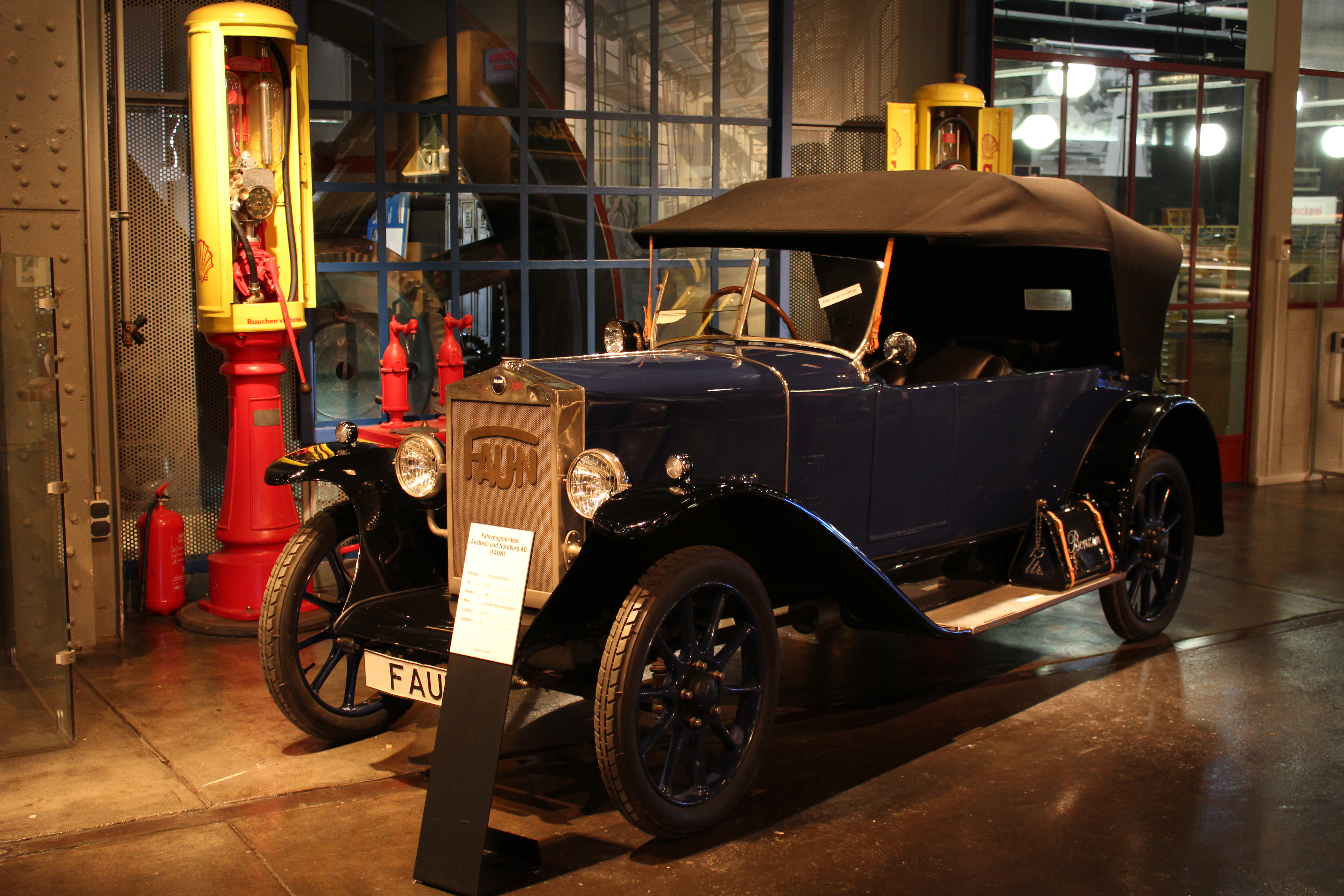
FAUN 6/30-PS-Typ K 3 (1927)
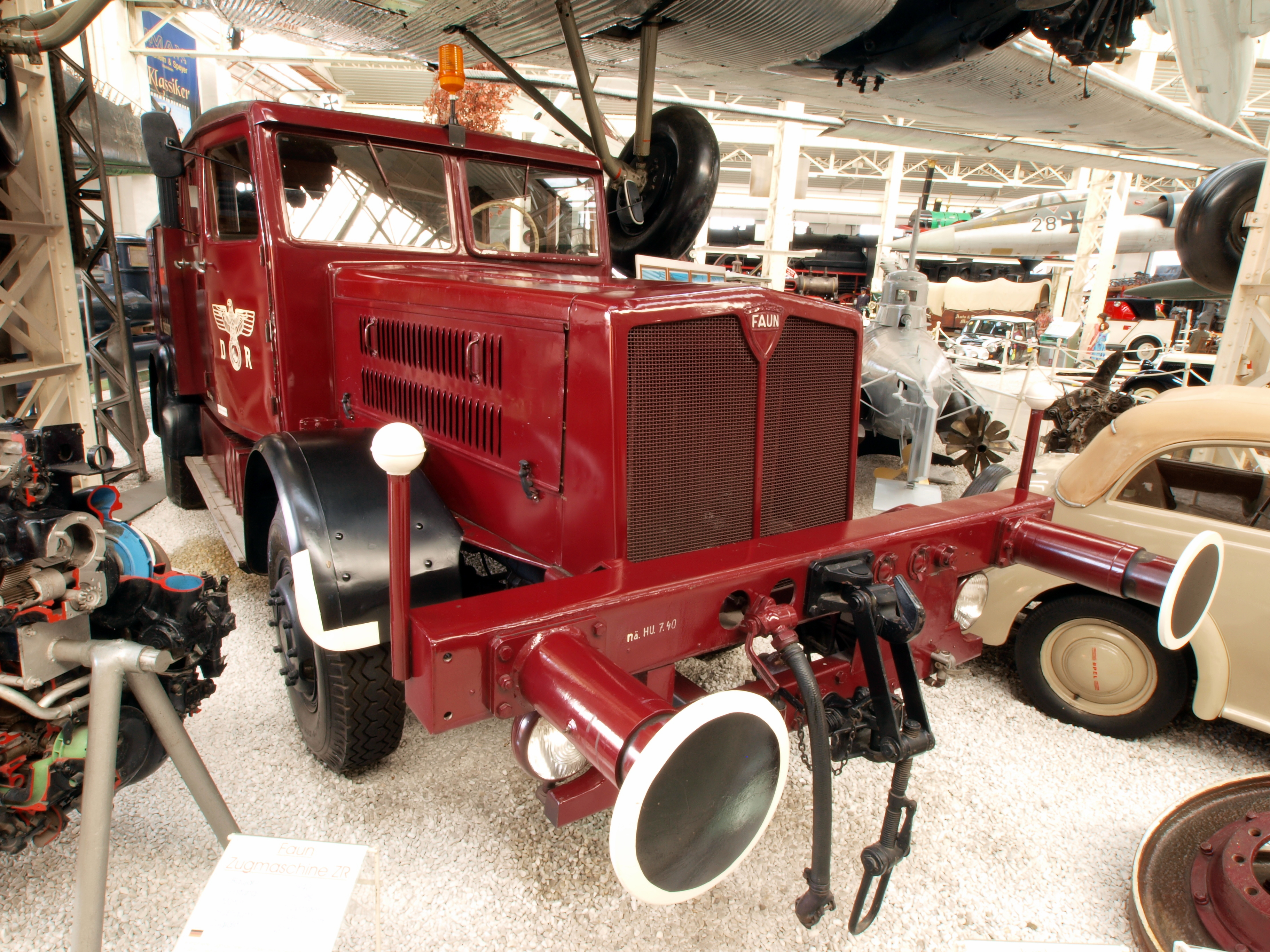
Faun ZRS (1940)
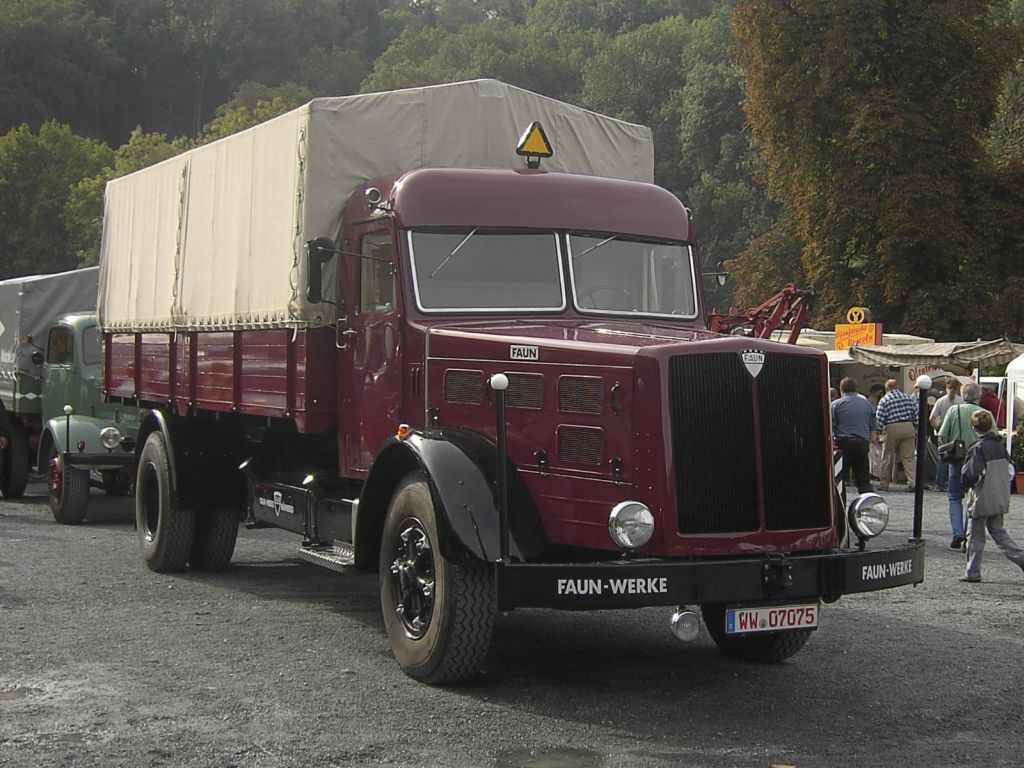
FAUN L 8/56
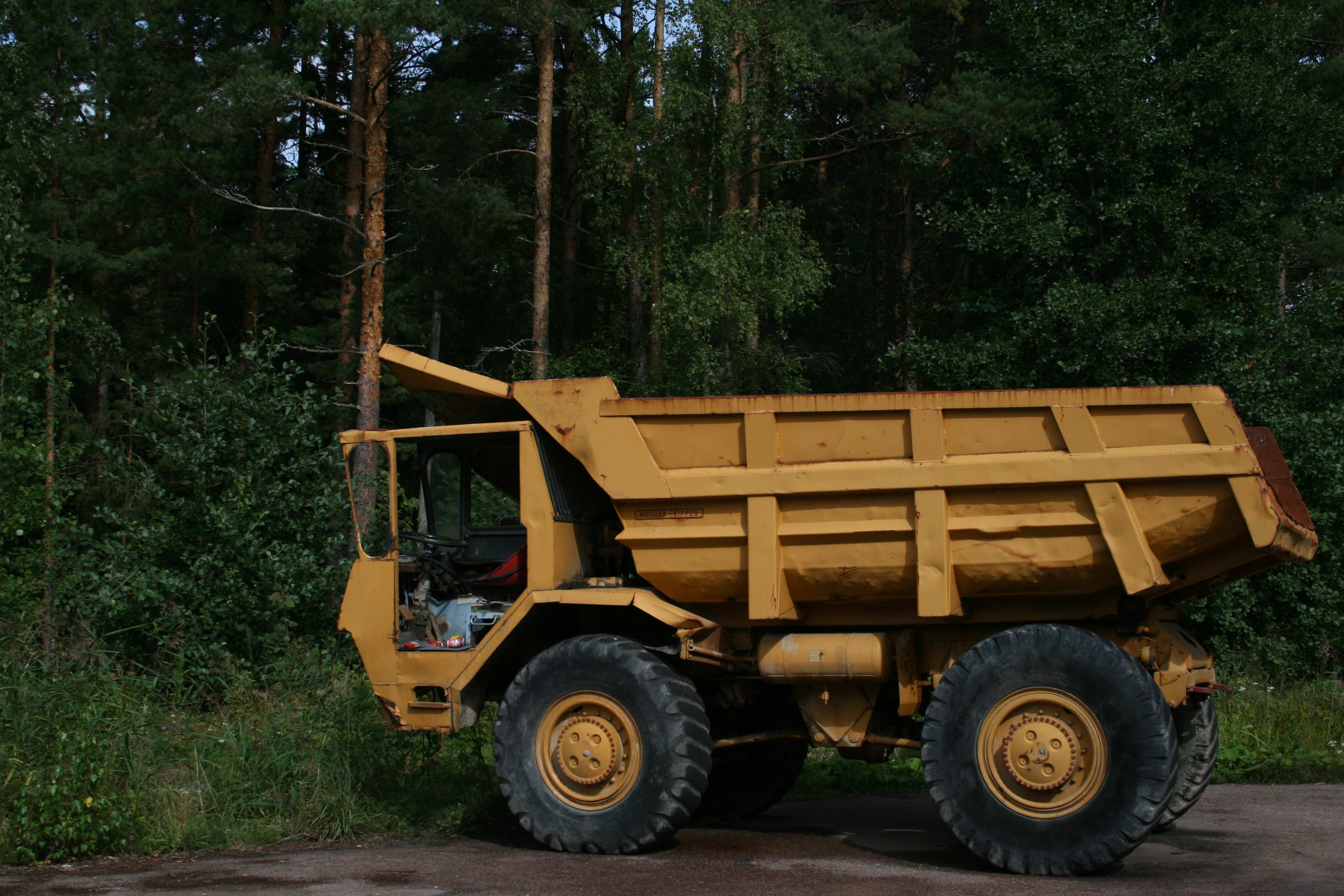
Faun K10 (1956)
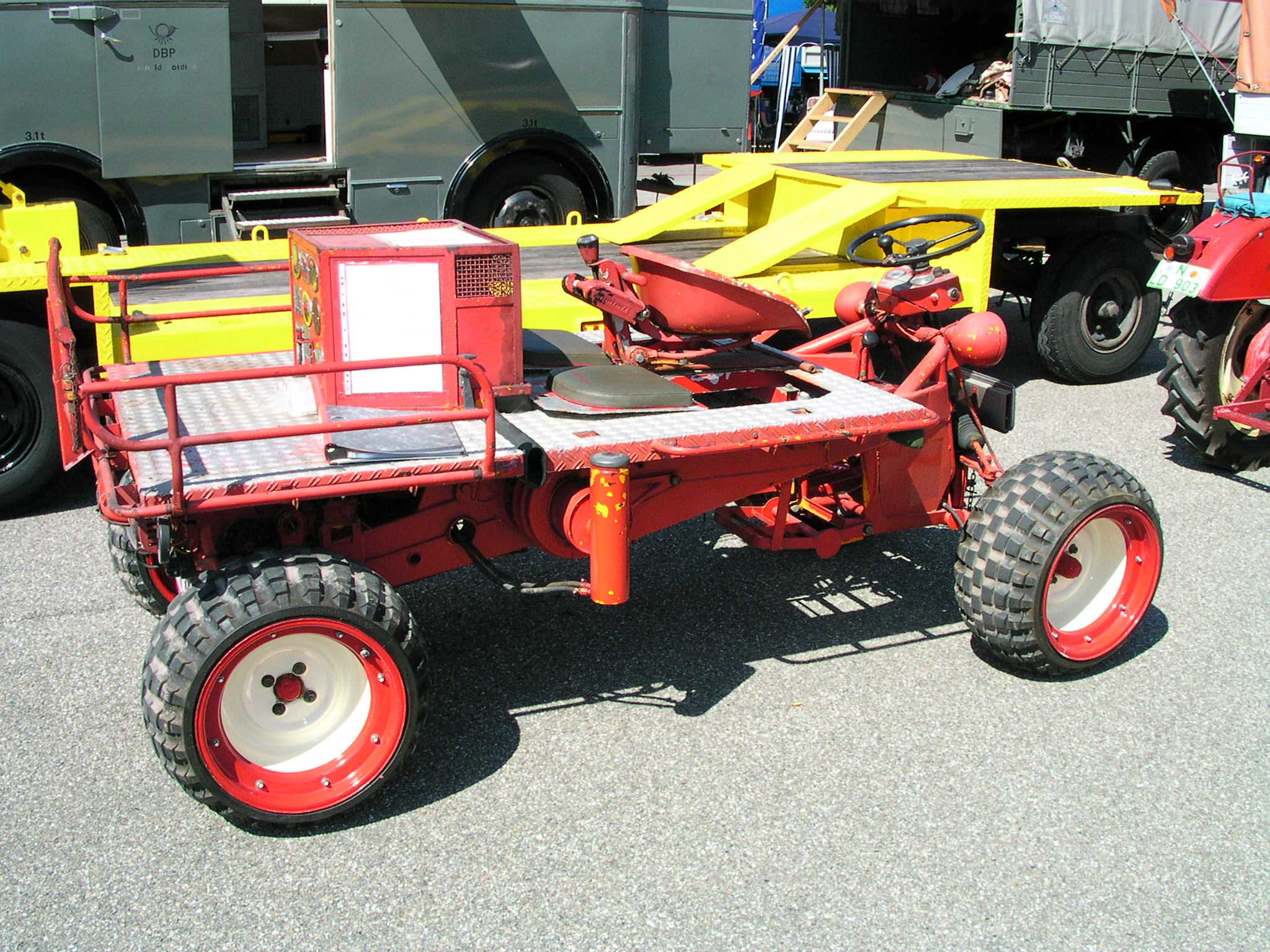
FAUN „Kraftkarren KRAKA“ (1962)
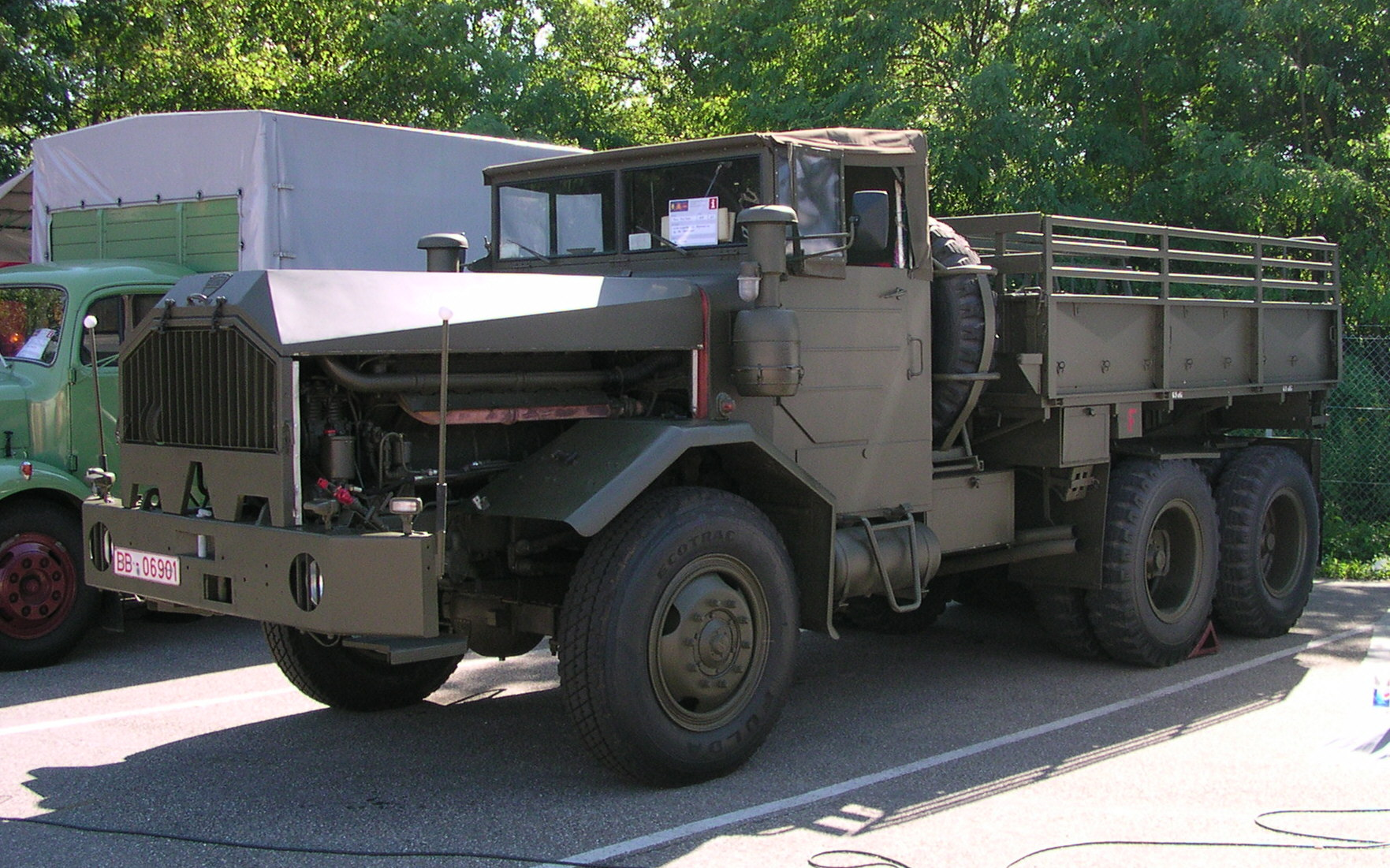
FAUN L 912/45 Bundeswehr
Faun K85 (1970)
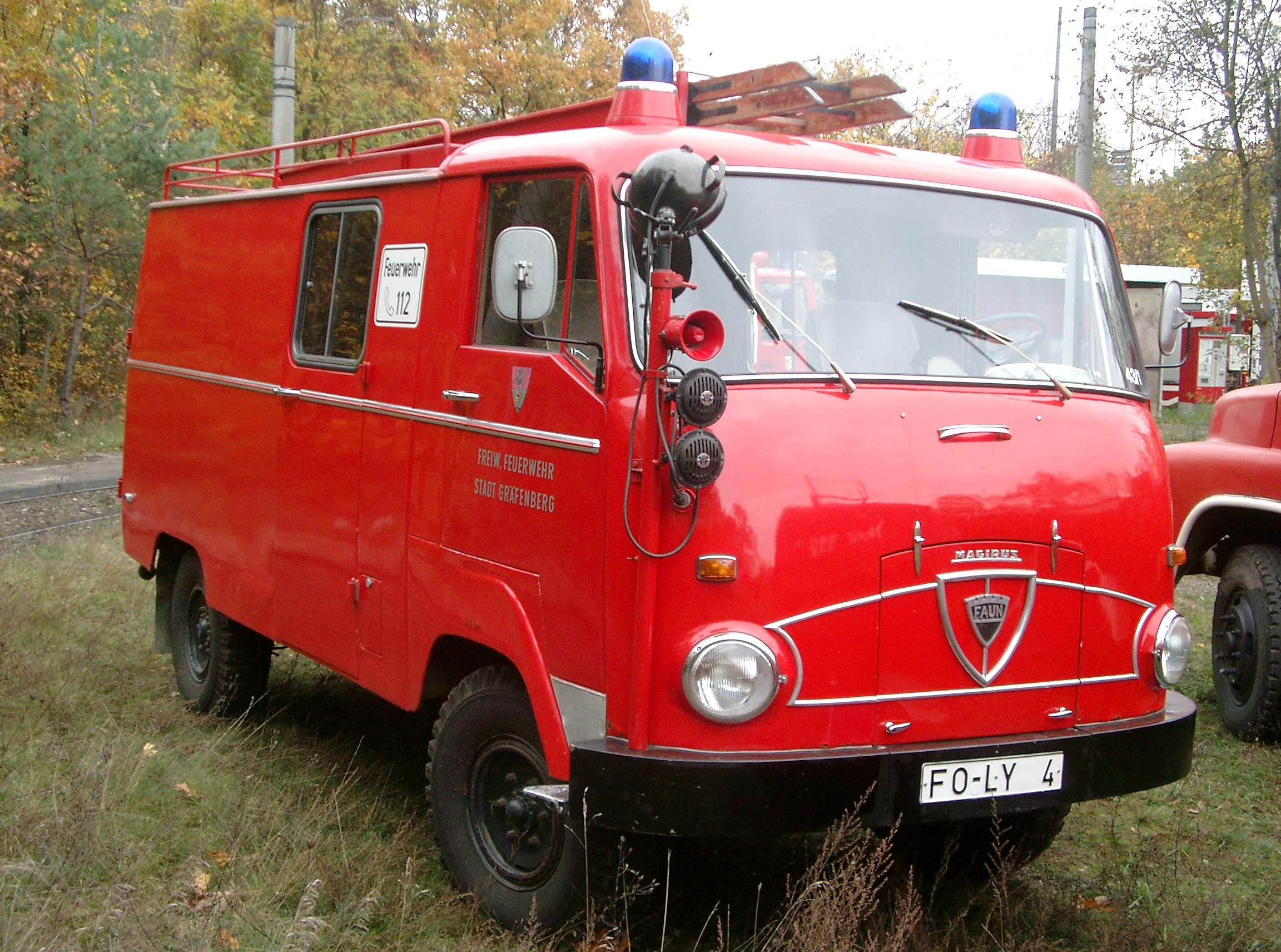
LF 8
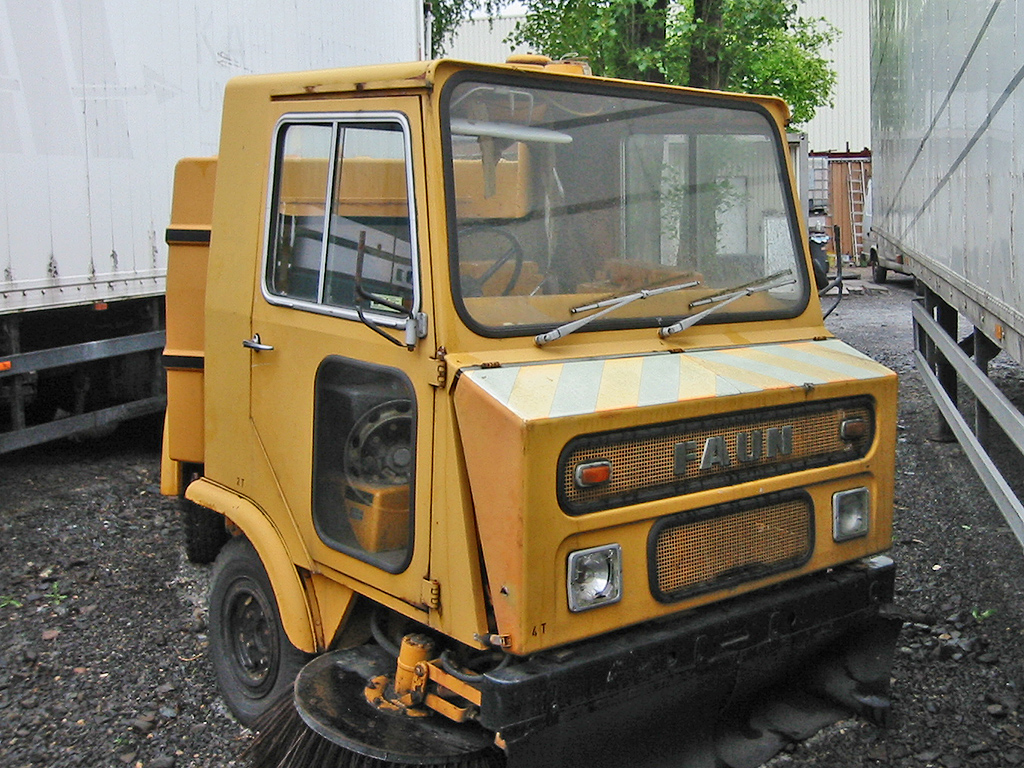
FAUN spazzatrice
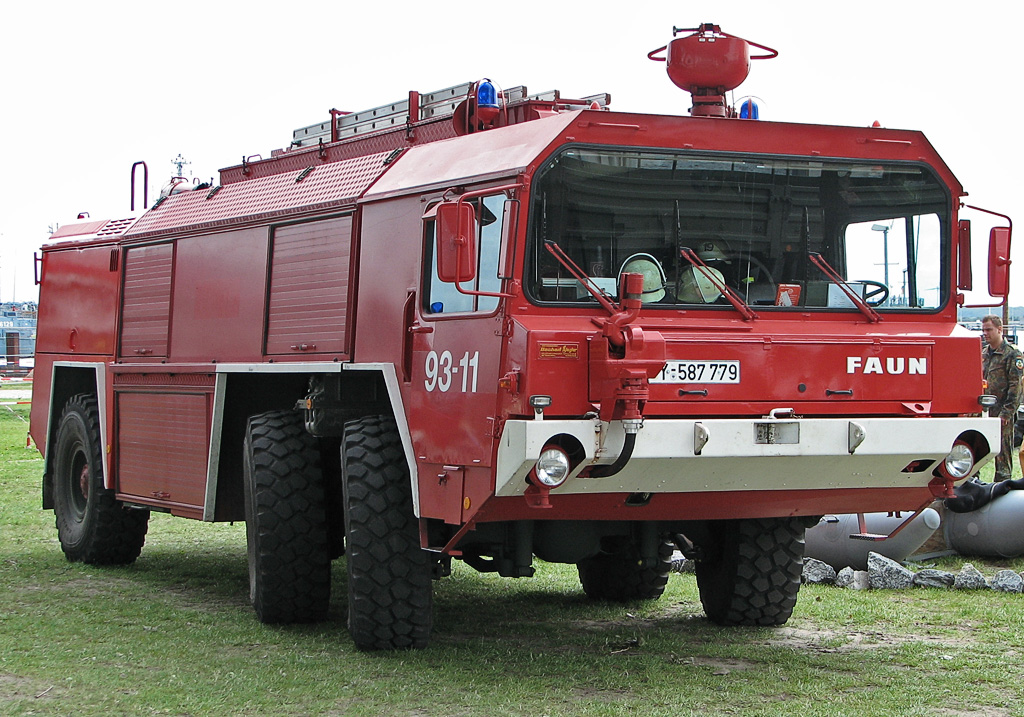
Antincendio aeroportuale
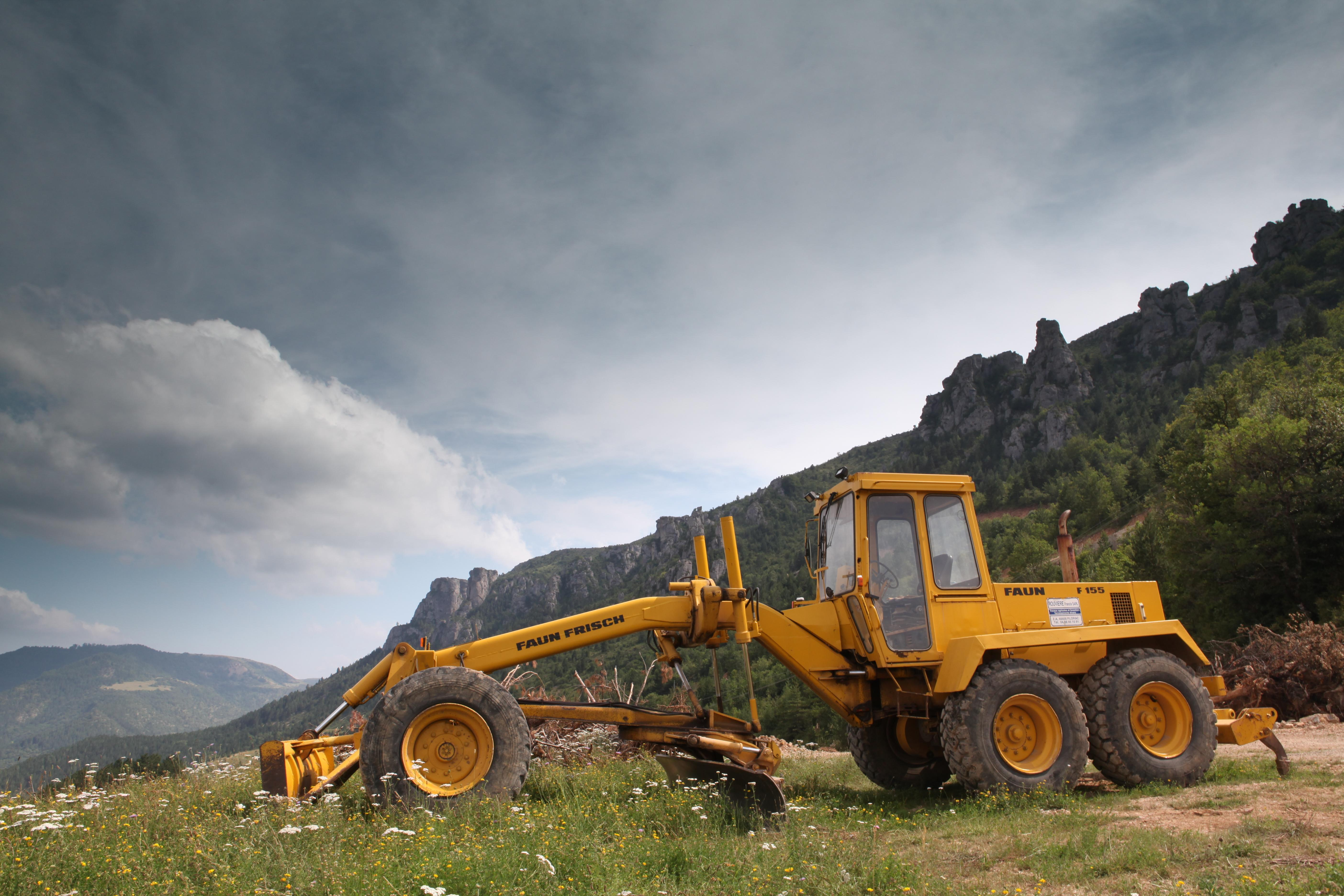
FAUN-Frisch F 155 (1984)
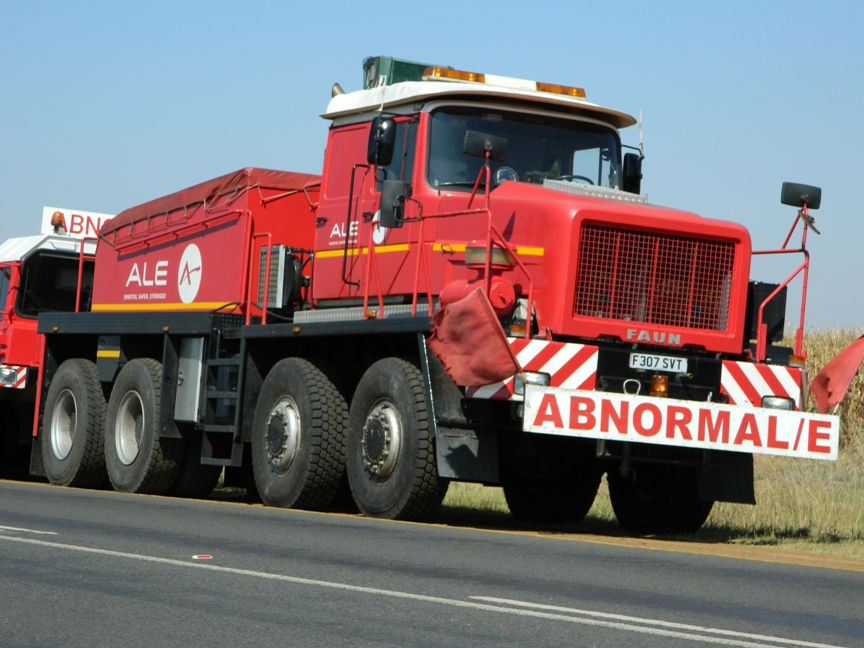
Trattrice FAUN in Gran Bretagna